# Douglas Mawson
Douglas Mawson OBE, FAA, FRS (5 de maig de 1882 - 14 octubre de 1958) va ser geòleg i un reconegut explorador de l'Antàrtida. Com Roald Amundsen, Robert Falcon Scott, i Ernest Shackleton, Mawson va comandar una important expedició durant l'edat heroica de l'exploració de l'Antàrtida. Entre les distincions rebudes cal destacar el títol de sir i l'Orde de l'Imperi Britànic; va ser membre de l'Australian Academy of Science, i de la Royal Society.
Va néixer a Shipley, Yorkshire (Anglaterra) i era el segon fill de Robert Ellis Mawson, un comerciant de roba, i de Margaret Annquan. Quan tenia dos anys (1884) la família es traslladà a Rooty Hill, prop de Sydney (Austràlia). Estudià a la Fort Street Model School de Sydney i, més tard, a la universitat de Sydney, des de 1899 fins al 1902, realitzant la carrera d'enginyeria de mines.
El 1907, Mawson formà part com a geòleg de l'expedició britànica a l'Antàrtida encapçalada per Ernest Shackleton. Amb el seu mentor i amic, el també geòleg Edgeworth David, va participar en la primera ascensió al Mont Erebus. Més tard, va ser un membre del primer equip que va arribar al pol sud magnètic, assumint el lideratge en un retorn molt perillós.
Mawson decidí encapçalar la seva pròpia expedició, l'Expedició Australiana a l'Antàrtida, a la George V Coast i a la Terre Adélie, a la part de l'Antàrtida que queda al sud d'Austràlia, que en aquella època estava totalment inexplorada. Varen fer una exploració geogràfica i diversos estudis científics, incloent-hi el visitar el pol sud magnètic.